# 監獄風雲之少年犯
《監獄風雲之少年犯》是1999年首映的香港電影。鄭偉文導演，梁競徽、李泳豪、陳鍵鋒、蕭正楠，古天乐主演，本片的主角在拍本片時也是剛出道。

## 劇情簡介
洪門成員盲蛇經歷十多年牢獄生涯後出獄，盲蛇當年的小弟Sam帶了一群小弟接風，其中也包括了還未滿十八歲、一心混跡幫派的阿輝。阿輝父親早逝，母親改嫁，和奶奶相依為命，然而他不求上進，好勇鬥狠，性格反叛的他與好友炭頭加入黑社會，崇拜在獄中的前老大雄哥，可惜雄哥已厭倦黑社會的生活。
在一次江湖混戰中，阿輝出手傷人，和同門兄弟阿龍一同被判入教導所一年。在教導所裡，阿輝和阿龍處處受到賜官等其他罪犯的威脅，挑釁與欺凌。兩人還要接受懲教署主任張Sir和福利官黃Sir的管訓。在後來張Sir和黃Sir的感化及循循善誘中，兩人在思想上漸漸明白以前所走過的道路是錯誤的，大家亦由仇敵變為好友。
後來阿輝為救阿龍欲殺害作惡多端的賜官，加上好友炭頭被殺害身亡，阿龍也被賜官打成重傷。黃Sir趕到及時勸阻了阿輝衝動的行為，阿輝終於漸漸明白了奶奶對自己不離不棄的愛，還有人生的意義，阿輝深深感動良久，出獄後決定脫離幫派重新做人，重過新生活。

## 演员
| 演员   | 角色           | 备注             |
| 梁競徽 | 張家輝（輝仔） | 龍仔之好友       |
| 李泳豪 | 賜官           |                  |
| 陳鍵鋒 | 陳子龍（龍仔） | 張家輝之好友     |
| 梁力祺 | 鬼仔           |                  |
| 蕭正楠 | PC             | 阿Sam手下        |
| 吳志雄 | 盲蛇           | 阿Sam老大        |
| 古天樂 | 阿Sam          | PC老大、盲蛇手下 |
| 雷宇揚 | 黃sir          | 監獄感化官       |
| 吳瑞庭 | 張sir          | 獄警             |
| 韓坤   | 潮洲佬         |                  |
| 鍾淑慧 |                | 張家輝之母       |
| 張同祖 |                | 龍仔之父         |
| 梁桂海 | 懲教署長       |                  |
| 黃家倫 | 炭頭           | 張家輝獄外的好友 |
| 謝天華 | 肥B            | 客串             |
| 李曉彤 | Gigi           | 客串             |
| 曾守明 | 獄警           | 客串             |
| 蘇偉南 | 獄警           |                  |

## 外部連結
- 開眼電影網上《監獄風雲之少年犯》的資料（繁體中文）
- 香港影庫上《監獄風雲之少年犯》的資料（繁體中文）
- 豆瓣电影上《監獄風雲之少年犯》的資料 （简体中文）
- 时光网上《監獄風雲之少年犯》的資料（简体中文）
- 爛番茄上《監獄風雲之少年犯》的資料（英文）
- 互联网电影数据库（IMDb）上《監獄風雲之少年犯》的资料（英文）